# Polymorphus kostylewi
Polymorphus kostylewi är en hakmaskart som beskrevs av Petrochenko 1949. Polymorphus kostylewi ingår i släktet Polymorphus och familjen Polymorphidae. Inga underarter finns listade i Catalogue of Life.